# Joachim Puchner
Joachim Puchner, avstrijski alpski smučar, * 25. september 1987.
Njegova sestra Mirjam Puchner je tudi alpska smučarka.

## Rezultati svetovnega pokala

##### Sezonski rezultati
| Sezona | Starost | Skupni seštevek | Slalom | Veleslalom | Smuk | Superveleslalom | Alpska kombinacija |
| ------ | ------- | --------------- | ------ | ---------- | ---- | --------------- | ------------------ |
| 2010   | 23      | 88.             | -      | -          | 52.  | -               | 25.                |
| 2011   | 24      | 29.             | -      | -          | 15.  | 21.             | 28.                |
| 2012   | 25      | 21.             | -      | -          | 12.  | 11.             | 25.                |
| 2013   | 26      | 24.             | -      | -          | 18.  | 8.              | 24.                |
| 2014   | 27      | 57.             | -      | -          | 36.  | 23.             | -                  |
| 2015   | 28      | 90.             | -      | -          | -    | 30.             | 38.                |

##### Top 3
| Sezona | Datum             | Kraj                | Disciplina      | Mesto |
| ------ | ----------------- | ------------------- | --------------- | ----- |
| 2011   | 13. marec 2011    | Kvitfjell, Norveška | Superveleslalom | 3.    |
| 2011   | 16. marec 2011    | Lenzerheide, Švica  | Smuk            | 2.    |
| 2013   | 25. november 2012 | Lake Louise, Kanada | Superveleslalom | 3.    |

##### Zmage v evropskem pokalu
| Leto | Datum            | Kraj                  | Disciplina      |
| ---- | ---------------- | --------------------- | --------------- |
| 2010 | 5. marec 2010    | Sarntal/Reinswald     | Superveleslalom |
| 2015 | 15. januar 2015  | Altenmarkt-Zauchensee | Smuk            |
| 2017 | 22. februar 2017 | Sarntal/Reinswald     | Smuk            |

##### Avstrijsko državno prvenstvo
| Leto | Disciplina         | Mesto |
| ---- | ------------------ | ----- |
| 2009 | Veleslalom         | 3.    |
| 2010 | Alpska kombinacija | 1.    |
| 2011 | Smuk               | 3.    |
| 2011 | Superveleslalom    | 2.    |
| 2012 | Superveleslalom    | 3.    |

## Rezultati svetovnega prvenstva
| Leto | Starost | Slalom | Veleslalom | Superveleslalom | Smuk | Alpska kombinacija | Ekipna tekma |
| ---- | ------- | ------ | ---------- | --------------- | ---- | ------------------ | ------------ |
| 2011 | 16      | —      | —          | —               | —    | 12.                | —            |

## Mladinsko svetovno prvenstvo
| Leto | Datum     | Kraj       | Disciplina      | Mesto   |
| ---- | --------- | ---------- | --------------- | ------- |
| 2006 | 2. marec  | Québec     | Smuk            | 19.     |
| 2006 | 5. marec  | Québec     | Slalom          | ODSTOP1 |
| 2006 | 6. marec  | Québec     | Veleslalom      | 8.      |
| 2007 | 6. marec  | Altenmarkt | Smuk            | 9.      |
| 2007 | 8. marec  | Altenmarkt | Superveleslalom | 2.      |
| 2007 | 9. marec  | Altenmarkt | Velikan         | 9.      |
| 2007 | 10. marec | Altenmarkt | Slalom          | ODSTOP2 |